# 395. п. н. е.

## Догађаји
- Почетак Коринтског рата између Спарте са једне и Аргоса, Атине, Тебе и Коринта са друге стране. Одиграва се битка код Халиартоса, гдје Тебанци побјеђују а спартански војсковођа Лисандар гине.
- Агесилаос II. упада са спартанском војском у персијски регион Лидија и код Сардеса поражава персијског сатрапа Тисафернеса.